# Die silberne Stadt
Die silberne Stadt (Originaltitel: Silver City) ist ein US-amerikanischer Western aus dem Jahr 1951 von Byron Haskin mit Edmond O’Brien und Yvonne De Carlo in den Hauptrollen. Der Film wurde von Paramount Pictures produziert und basiert auf dem Fortsetzungsroman High Vermilion von Luke Short, der vom 31. Mai bis zum 5. Juli 1947 in der Wochenzeitschrift The Saturday Evening Post erschien.

## Handlung
Charlie Storrs, Präsident einer Minengesellschaft, diskutiert mit seinem Ingenieur Larkin Moffatt das Ergebnis eines Untersuchungsberichts. Zwei bewaffnete Männer betreten Storrs Büro und verlangen die Herausgabe des Berichts sowie eine Geldtasche. Moffatt verfolgt die flüchtenden Räuber, die einen Zug besteigen. Sie flüchten während der Fahrt auf das Dach, wo sie von Moffatt gestellt werden. Er kann ihnen die Geldtasche abnehmen und vom Zug springen. Da Moffatt nicht zurückkommt, hegt Storrs den Verdacht, dass Moffatt mit den Räubern unter einer Decke steckt. Er schreibt an mehrere Minengesellschaften und warnt deren Direktoren vor Moffatts Betrug.
Moffatt wird von Storrs, der dessen ehemalige Freundin Josephine heiratet, gefeuert. Der Ingenieur findet keine neue Anstellung und beschließt, in Silver City ein eigenes Prospektorenbüro zu eröffnen. Nach einiger Zeit legt er der Minenbesitzerin Candace Surrency einen Bericht vor, der ihr versichert, dass in ihrer Mine Big Jay reichhaltige Silbervorkommen lagern. Candace erklärt ihm, dass ihr Vater Dutch die Mine von R. R. Jarboe gepachtet habe und der Vertrag in 12 Tagen auslaufe. Sie bittet Moffatt um Hilfe, doch der weigert sich, ohne den Grund zu nennen. Er rät ihr aber, das geförderte Erz nicht von Jarboe abscheiden zu lassen.
Am nächsten Tag stellt Candaces Vorarbeiter Spence Fuller in einem Saloon Minenarbeiter ein. Als er den betrunkenen Arnie abweist, kommt es zu einer Schlägerei. Moffatt erkennt in Fuller einen der beiden Räuber, kommt aber dennoch zu Hilfe und beendet den Kampf. Fullers Verletzungen hindern ihn, arbeiten zu können, so dass Candace Moffatt erneut um Hilfe bittet. Erneut weigert sich Moffatt, sucht aber dafür Arnie auf und stellt ihn zur Rede. Arnie gesteht, den Kampf provoziert zu haben und dafür von Jarboes Handlanger Bill Taff bezahlt worden zu sein. Später versuchen Jarboe und Taff Moffatt für die Herausgabe des Berichts an Surrency zu bestechen. 
Am nächsten Tag begibt sich Candace ins Hotel der Stadt, wo Storrs mit Josephine abgestiegen ist. Storrs will die Verhältnisse in der Mine aufklären, erfährt aber von Candace nichts Neues. Storrs besucht mit Jarboe das Prospektorenbüro auf und sieht dort zu seiner Überraschung Moffatt. Jarboe erklärt, dass Moffatt einen Insidertip für den Überfall auf Storrs Büro gegeben hat. Ohne sich zu verteidigen, verlässt Moffatt sein Büro. Storrs untersucht mit Moffatts Ausrüstung eine Probe aus der Big-Jay-Mine und bestätigt den Silbergehalt. Jarboe und Taff zerstören Moffatts Büro. Die Zeit wird für Candace immer knapper. Endlich findet sie Moffatt in einer anderen Stadt und erzählt ihm von Storrs Komplizenschaft. Diesmal sagt Moffatt ihr Hilfe zu und kehrt mit ihr nach Silver City zurück. Er begegnet Josephine, die ihm in ihrem Hotelzimmer gesteht, Storrs wegen seines Geldes geheiratet zu haben. In diesem Moment kommen Storrs, Jarboe und Taff ins Zimmer. Candace ist ihnen mit einem Gewehr gefolgt und kann eine Schießerei verhindern. Moffatt gesteht, dass er in den Überfall auf Storrs Büro involviert war, aber das Geld zurückgebracht und seinen Anteil nicht verlangt hat. Er wollte mit seinem Anteil Josephine zufrieden stellen, verzichtete aber darauf, als ihm klar wurde, wie tief er damit sinken würde.
Später erfährt Moffatt, dass Taff im Saloon die Minenarbeiter betrunken macht. Moffatt eilt hin und löst eine Massenschlägerei aus, die dazu führt, dass alle aus dem Saloon geworfen werden. An der Mine zerstören Taff und seine Männer eine Schüttrinne, was zu einer weiteren Schlägerei führt. Als Jarboe erfährt, dass Moffatt eine neue Rinne baut, beauftragt er Taff, Moffatt zu töten. Dafür soll Taff die Hälfte des Erlöses aus der Mine bekommen. Taff erzählt Storrs, dass er Josephine aus Moffatts Büro habe kommen sehen. Danach schickt er Moffatt eine anonyme Nachricht, mit der er ihn zu einem Treffpunkt nahe der Mine locken will. Taff bezahlt Arnie 200 Dollar, der Moffatt erschießen soll. Taff will den Mord danach Storrs in die Schuhe schieben. An der Mine schießt Moffatt jedoch auf Arnie, der flüchtet.
Im Hotel beschuldigt Josephine ihren Mann, Moffatt ermorden zu wollen. Storrs wird klar, dass Josephine Moffatt immer noch liebt. Er gibt ihr Geld, damit sie die Stadt verlässt. Candace sucht in der Zwischenzeit Jarboe auf. Sie will ihm die Mine vorzeitig zurückgeben, wenn er dafür Moffatt in Ruhe lässt. Jarboe willigt ein und will Taff von der Entwicklung benachrichtigen. Taff jedoch glaubt, dass Jarboe ihn hintergehen will, und erschießt ihn. Moffatt hat derweil Arnie an einer Sägemühle stellen können und erschießt ihn. Taff erscheint bei der Mühle und legt auf Moffatt an. Storrs hat Taff verfolgt, wird von diesem aber angeschossen. Durch die Ablenkung kann Moffatt Taff töten. Mit seinen letzten Atemzügen bittet Storrs Moffatt um Verzeihung. Dann umarmt Moffatt die erleichterte Candace.

## Produktion

### Hintergrund
Gedreht wurde der Film vom 1. bis zum 26. Mai 1951 in der Sonora-Wüste, im Bronson Canyon sowie in den Paramount-Studios in Hollywood.

### Stab
Franz Bachelin und Hal Pereira oblag die künstlerische Leitung. Sam Comer und Bertram C. Granger waren für das Szenenbild zuständig, Edith Head für die Kostüme, Wally Westmore für das Maskenbild.

### Besetzung
In einer kleinen nicht im Abspann erwähnten Nebenrolle trat Myron Healey auf. Ebenfalls unerwähnt blieb Howard Negley als Spence Fuller.
Einer der Stuntmen war der spätere Regisseur Buddy Van Horn.

## Synchronisation
Die deutsche Synchronfassung entstand 1964 im Auftrag der Berliner Synchron GmbH Wenzel Lüdecke unter der Dialogregie von Hans Deppe.
| Rolle            | Schauspieler     | Deutscher Synchronsprecher |
| ---------------- | ---------------- | -------------------------- |
| Larkin Moffatt   | Edmond O’Brien   | Heinz Giese                |
| Candace Surrency | Yvonne De Carlo  | Ilse Kiewiet               |
| Charles Storrs   | Richard Arlen    | Heinz Engelmann            |
| R. R. Jarboe     | Barry Fitzgerald | Hans Hessling              |
| Dutch Surrency   | Edgar Buchanan   | Paul Wagner                |
| Bill Taff        | Michael Moore    | Rainer Brandt              |

## Veröffentlichung
Die Premiere des Films fand am 1. Dezember 1951 statt. In der Bundesrepublik Deutschland kam er am 29. Mai 1964 in die Kinos, in Österreich bereits 1954.

## Kritiken
Das Lexikon des internationalen Films schrieb: „Abenteuerlicher Western mit handwerklich sauber inszenierter Handlung.“